# Karl Ganzhorn
Karl Ganzhorn (Sindelfingen, 25 de abril de 1921 — Sindelfingen, 25 de agosto de 2014) foi um físico alemão.

## Obras
- com K. Schulz, W. Walter: Datenverarbeitungssysteme: Aufbau und Arbeitsweise, Springer 1981
- Die geschichtliche Entwicklung der Datenverarbeitung, Oldenbourg 1975